# Rangiroa
Rangiroa er beliggende i Tuamotuøgruppen i Fransk Polynesien, hvor den administrativt er hovedø. Øen er en atol og den største atol i Tuamotu og blandt de største i verden.

## Geografi
Rangiroa er en atol som er ca. 80 km lang og mellem 5 og 32 km bred. Den består af ca. 250 småøer og sandbanker som samlet udgør et landareal på ca. 170 km². Der er ca. 100 smalle passager gennem koralrevet til lagunen som har et areal på 1600 km². Atollens hovedby er Avatoru, som ligger i det nordvestlige hjørne af øen. Rangiroas indbyggertal er 2334 personer (år 2002). 

## Historie
De første eurpæere som besøgte Rangiroa var de hollandske søfarer Jacob le Maire og Willem Schouten i 1616. I 1965 fik Rangiroa en lille lufthavn med forbindelser til andre øer i Fransk Polynesien.

## Administration
Rangiroa kommune består Rangiroa samt Tikehau, Mataiva og Makatea.
15°07′31″S 147°38′43″V / 15.12528°S 147.64528°V